# Ростопчин, Фёдор Васильевич
Фёдор Васи́льевич Ростопчи́н (12 [23] марта 1763, село Косьмодемьянское, Орловская губерния — 18 [30] января 1826, Москва) — русский государственный деятель, генерал от инфантерии, фаворит императора Павла и руководитель его внешней политики, московский градоначальник и генерал-губернатор Москвы во время наполеоновского нашествия. Граф (с 1799 года).
Известен также как писатель

 и публицист патриотического толка, вслед за Фонвизиным высмеивавший галломанию. Член Государственного совета (с 1814). С 1817 по 1823 год жил в Париже. С 1823 года в отставке. Автор мемуаров.
Владелец подмосковной усадьбы Вороново. Отец французской писательницы графини де Сегюр и литератора, мецената, коллекционера А. Ф. Ростопчина (мужа писательницы Евдокии Ростопчиной).

## Юность
Представитель дворянского рода Ростопчиных, сын ливенского помещика отставного майора Василия Фёдоровича Ростопчина (1733—1802) от брака с Надеждой Александровной Крюковой. Вместе с младшим братом Петром (1769—1789) получил домашнее образование. Десяти или двенадцати лет зачислен на службу в Преображенский полк. В 1782 году получил чин прапорщика, в 1785 году — подпоручика.
В 1786—1788 годах совершил гран-тур по Германии, Англии, Голландии; слушал лекции в Лейпцигском университете. Из Лондона вернулся в сопровождении молодого Комаровского, с которым они вместе ходили на поединки знаменитых английских боксёров:

Когда из газет известно стало, что борец совершенно выздоровел, Ростопчину вздумалось брать у него уроки; он нашел, что битва на кулаках такая же наука, как и бой на рапирах.
Потом я ездил верхом с Ростопчиным в Гринвич, знаменитый инвалидный дом для моряков, где, как известно, находится и славная обсерватория; это было накануне нашего Рождества, и по дороге мы нашли луга, так зелёные, как у нас летом.— Мемуары Комаровского

## Начало карьеры
В первый год русско-турецкой войны Ростопчин находился при главной квартире русских войск во Фридрихсгаме, участвовал в штурме Очакова, после чего целый год служил под командованием А. В. Суворова; участвовал в сражении под Фокшанами и битве при Рымнике. После окончания турецкой кампании принял участие в военных действиях в Финляндии в ходе войны со Швецией.
В 1790 году умер покровитель Ростопчина в армии, принц Виктор Амадей Ангальт-Бернбургский. Примерно тогда же в морском бою погиб его единственный брат. В ходе шведской кампании военная карьера Ростопчина, командовавшего гренадерским батальоном, складывалась неудачно, и он начал попытки пробиться ко двору, в первое время безуспешные.
В качестве протоколиста он принял участие в Ясской мирной конференции, по окончании которой, в декабре 1791 года, был направлен в Санкт-Петербург и представлен к званию камер-юнкера «в чине бригадира» (14 февраля 1792).
Озлобленный на Ростопчина граф Панин впоследствии говорил, что тот играл при дворе Екатерины роль буффона; с лёгкой руки императрицы к Ростопчину пристало прозвище «сумасшедший Федька». Позже он был прикомандирован к «малому двору» престолонаследника, великого князя Павла Петровича, при котором находился почти неотлучно и чьё расположение сумел завоевать.

## При дворе Павла I
В 1793 году Ростопчин был прикомандирован к «малому» павловскому двору в Гатчине.
В феврале 1794 года женился на Екатерине Петровне Протасовой, племяннице камер-фрейлины императрицы Анны Протасовой. В том же году конфликт с сослуживцами из окружения великого князя привёл к годичной ссылке Ростопчина в родовое имение, где родился его первенец Сергей. Эта короткая опала ещё больше расположила к нему Павла, которому, по его собственным словам, Ростопчин стал необходим, как воздух. В 1796 году, незадолго до смерти Екатерины II, он был удостоен ордена Анны III степени.
7 ноября 1796 года, после смерти Екатерины II, император Павел Петрович назначил бригадира Ростопчина генерал-адъютантом при Его Императорском Величестве. За следующие несколько дней он был: пожалован в генерал-майоры (8 ноября 1796 года) и награждён орденом св. Анны 2-й, а затем и 1-й степени. Среди поручений, данных ему новым императором, была новая, прусского образца, редакция Военного устава, в которую он внёс ряд изменений, уменьшавших, в частности, полномочия фельдмаршалов за счёт усиления роли инспекторов войск — также одна из его новых обязанностей. В апреле он получил от Павла орден Александра Невского и поместье в Орловской губернии с более чем 400 душами крепостных.
Ростопчин, при поддержке ряда других придворных, вёл борьбу против партии императрицы Марии Фёдоровны; борьба велась с переменным успехом: 7 марта 1798 года «генерал-адъютант Ростопчин по прошению его уволняется со службы», лишается всех должностей и высылается в его подмосковное имение Вороново, но в августе возвращается в столицу в чине генерал-лейтенанта и возглавляет Военный департамент. Другим противником, с которым Ростопчин вёл последовательную борьбу, были иезуиты, по отношению к которым он провёл через Павла несколько жёстких законов.

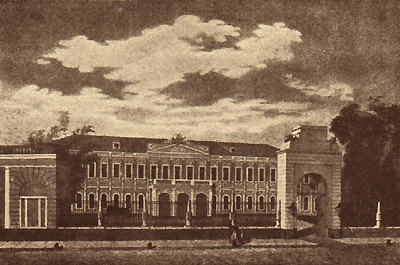
Московский дворец Ростопчина

17 октября 1798 года Ростопчин был назначен исполнять обязанности кабинет-министра по иностранным делам, а 24 октября стал действительным тайным советником и членом Коллегии иностранных дел. В декабре он был произведён в командоры ордена св. Иоанна Иерусалимского (с 30 марта 1799 года Великий канцлер и кавалер Большого креста этого ордена), а в феврале получил графский титул. В сентябре того же года Ростопчин, к тому моменту кавалер ордена Андрея Первозванного, против своей воли занял место первоприсутствующего Иностранной коллегии, заполняя вакуум, образовавшийся после смерти князя Безбородко. В этом качестве Ростопчин способствовал сближению России с республиканской Францией и охлаждению отношений с Великобританией. Его меморандум, подтверждённый Павлом 2 октября 1800 года, определил внешнюю политику России в Европе до самой смерти императора. Союз с Францией, по мысли Ростопчина, должен был привести к разделу Османской империи, которую он (как указывает Русский биографический словарь) первым назвал «безнадёжным больным», при участии Австрии и Пруссии. Для осуществления морского эмбарго против Великобритании Ростопчину было поручено заключить военный союз со Швецией и Пруссией (позже, уже после его ухода с поста, к союзу присоединилась Дания). Он также подготовил почву для присоединения Грузии к Российской империи. В качестве главного директора Почтового департамента (пост, занимаемый им с 24 апреля 1800 года) Ростопчин санкционировал расширение в России сети почтовых станций; при нём были введены новые сборы с почтовых отправлений и налажена пересылка денег почтой за границу. С 14 марта 1800 года Ростопчин входил в Совет при императоре.
В феврале 1801 года Ростопчин был вторично отставлен от службы и уехал в Москву. Возможно, что эта опала стала результатом деятельности графа Палена, в это время готовившего заговор против Павла, увенчавшийся успехом уже через три недели. При новом императоре Ростопчин, с недоверием относившийся к либеральным реформам и известный личной преданностью Павлу, долгое время не мог продолжать политическую карьеру.

## Литературные занятия

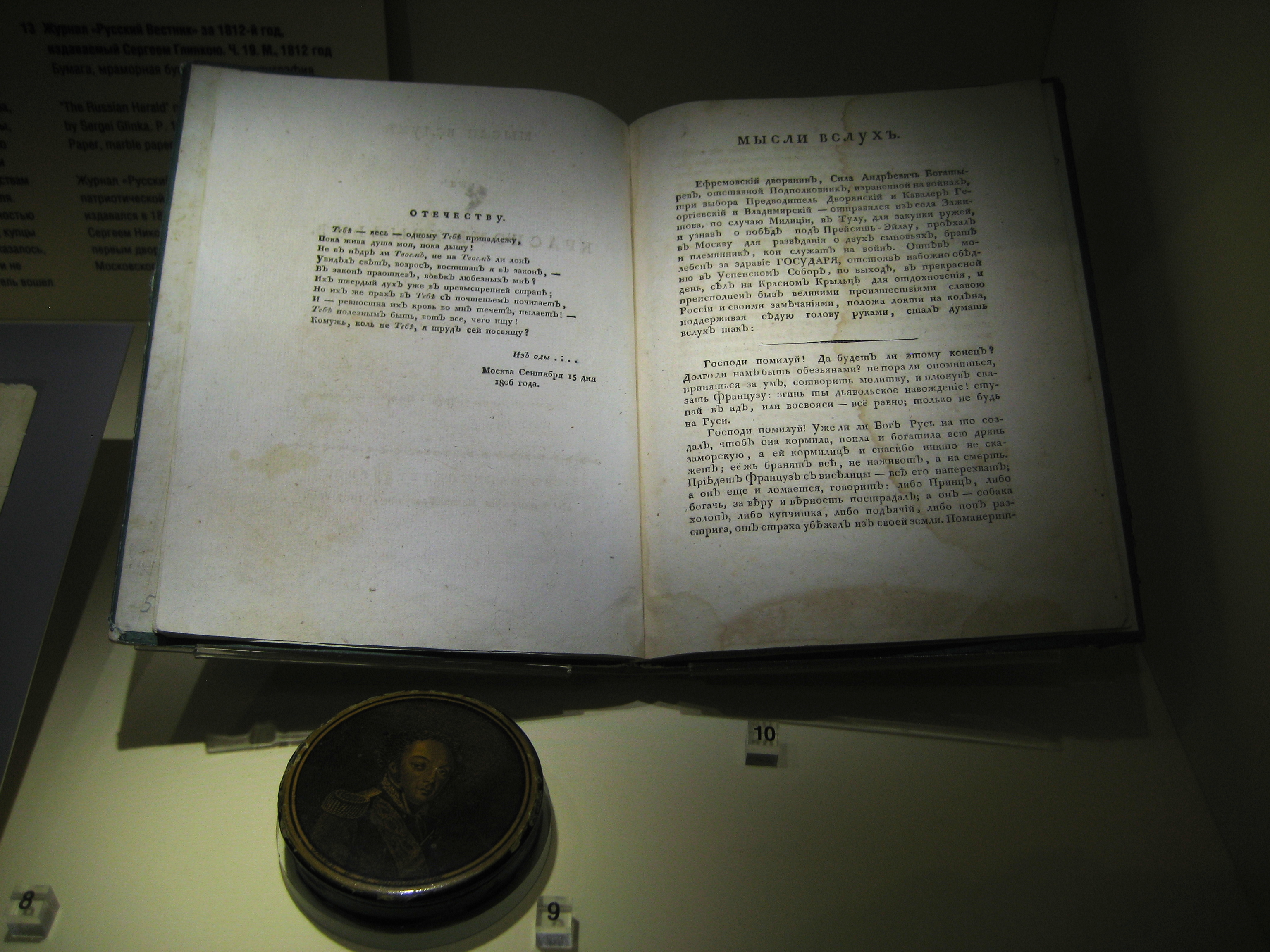
«Господи помилуй! да будет ли этому конец? долго ли нам быть обезьянами? Не пора ли опомниться, приняться за ум, сотворив молитву и, плюнув, сказать французу: „Сгинь ты, дьявольское наваждение! ступай в ад или восвояси, все равно, — только не будь на Руси“»

После убийства Павла отправленный в отставку, Ростопчин занимался, в частности, литературой. В промежуток между фавором при дворе Павла I и назначением в 1812 году на пост московского генерал-губернатора, проживая в своём имении Вороново и в Москве, написал большое количество сатирических комедий. По прочтении в кругу близких друзей автор самолично уничтожал написанное.
По мнению Тихонравова, первоначальной школой литературного вкуса Ростопчина явились эрмитажные собрания Екатерины II, на которых были в таком ходу маленькие литературные импровизации, буриме, шарады. Ростопчин не считал себя профессиональным литератором и сочинял между делом.
Его литературная деятельность включает в себя дебют молодости «Путешествие в Пруссию», произведение, которое Тихонравов ставил даже выше карамзинских «Писем русского путешественника». Путевые заметки Ростопчина отличаются большей жизненностью, свободою от пут педантической цеховой литературной традиции.
В качестве публициста стяжал громкую известность благодаря успеху своего памфлета «Мысли вслух на Красном крыльце» (1807). Это резкая критика против склонности русских к французомании и прославление русских исконных доблестей. По форме — это монолог старого дворянина Силы Андреевича Богатырёва, с характерными для стиля Ростопчина затейливыми словечками, как, например: «во французской всякой голове ветряная мельница, госпиталь и сумасшедший дом»; «революция — пожар, французы — головешки, а Бонапарте — кочерга. Вот от того-то и выкинуло из трубы».
Его большая повесть «Ох, французы!» была напечатана в «Отечественных записках» в 1842 году. Цель автора — изобразить идеальную русскую семью, построенную на старозаветных национальных началах в противоположность модным увлечениям французским распущенным нравам. Под именем Пустякова Ростопчин осмеял известного издателя «Друга детей» и автора многих пьес Николая Ильина.

## Роль в Отечественной войне

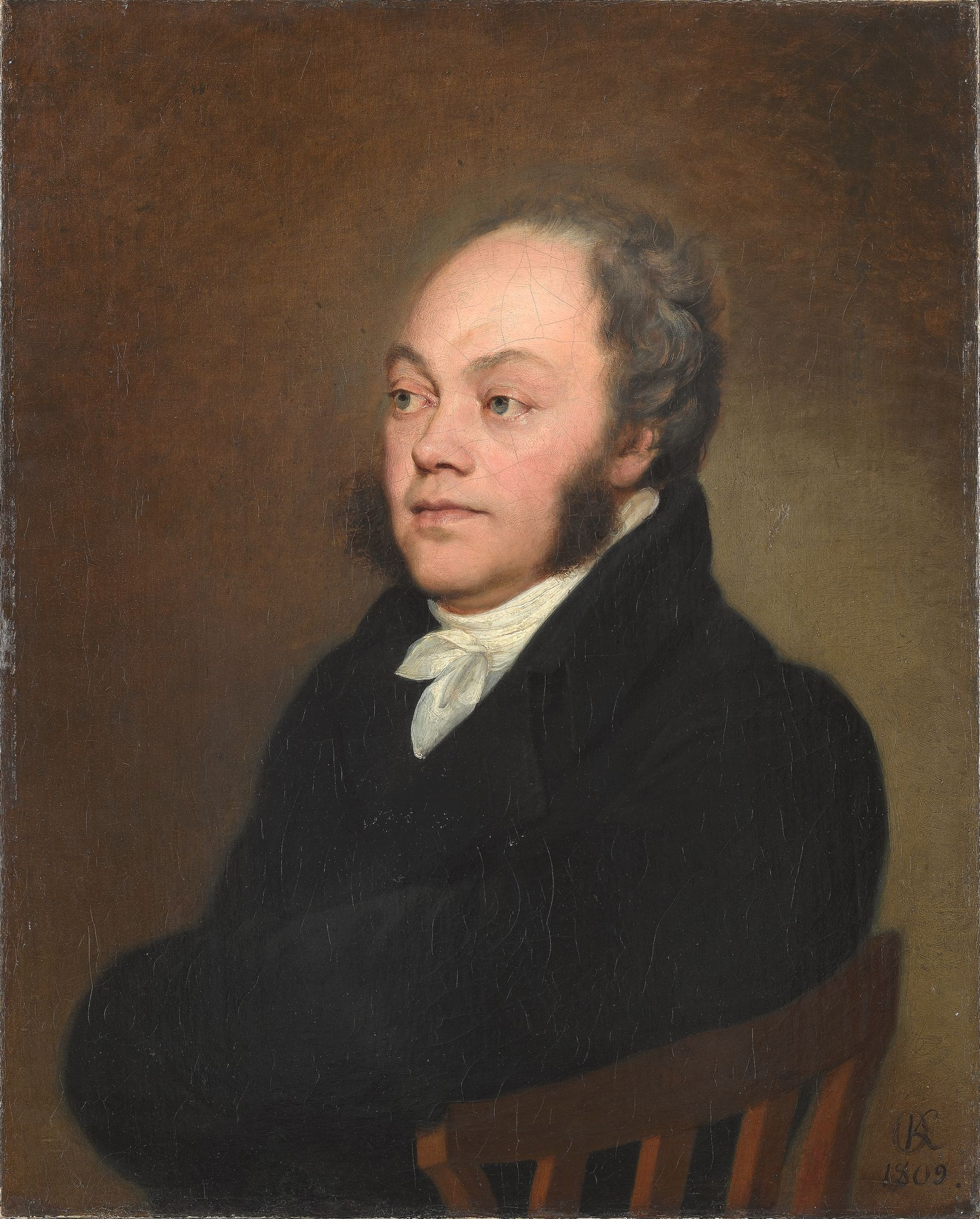
Ростопчин на портрете Кипренского

В 1809 году Ростопчин предпринял попытку возвращения ко двору, заручившись поддержкой княгини Дашковой и великой княгини Екатерины Павловны, сестры Александра I. Ему было позволено представиться императору, после чего он получил поручение обревизовать работу московских богоугодных заведений. Обстоятельный и вдумчивый отчёт произвёл хорошее впечатление, но просьба Ростопчина позволить ему вернуться к активной деятельности удовлетворена не была: 24 февраля 1810 года он получил чин обер-камергера, но ему велено было числиться «в отпуску». Неизбежность новой войны с французами привела к призванию Ростопчина, как одного из идеологов течения «старых русских», особенно влиятельного в Москве, и 24 мая 1812 года Ростопчин был назначен военным губернатором Москвы; 29 мая он был произведён в генералы от инфантерии и назначен главнокомандующим Москвы.
На новом посту Ростопчин развил бурную деятельность, в том числе и карательную, причём для репрессивных мер было достаточно даже подозрений. При нём был установлен тайный надзор за московскими масонами и мартинистами, которых он подозревал в подрывной деятельности. Подозрения, хотя и не подтверждавшиеся фактами, заставили его выслать из Москвы почт-директора Ключарёва.
По мере того, как развивались военные действия, Ростопчин пришёл к идее массового распространения в Москве печатных листовок, сводок и пропагандистских прокламаций, написанных простым народным языком, который он отработал за время своих литературных опытов. Сведения с театра военных действий московский главнокомандующий получал через своего представителя в штабе Барклая-де-Толли начиная со 2 августа. Ростопчинские листовки разносились по домам и расклеивались на стенах наподобие театральных афиш, за что и были прозваны «афишками» — название, под которым они остались в истории. Афишки часто содержали подстрекательскую агитацию против проживавших в Москве иностранцев, и после нескольких случаев самосуда ему пришлось разбирать дела всех иностранцев, задержанных по подозрению в шпионаже, лично. В целом, однако, в период его управления в Москве царило тщательно охраняемое спокойствие.

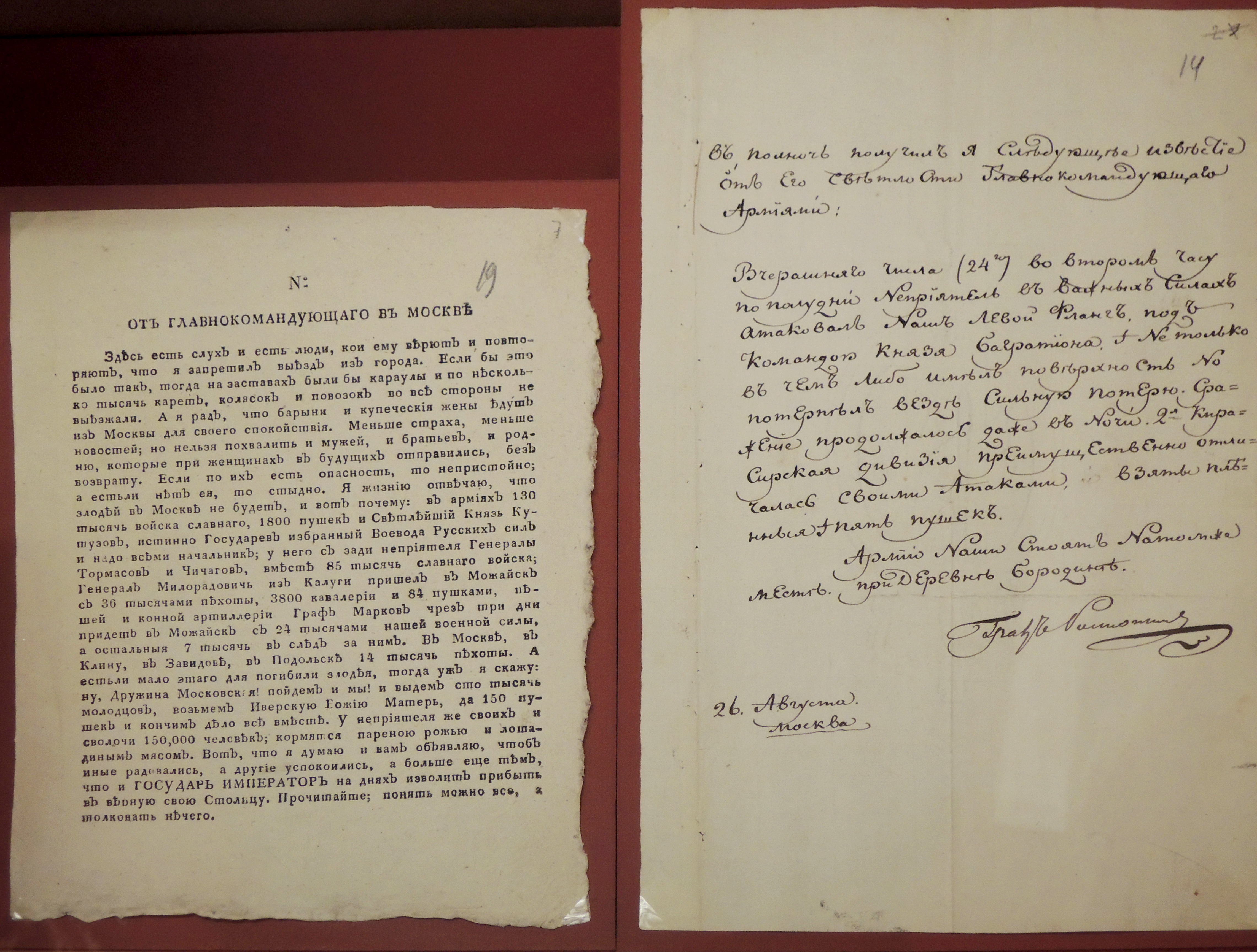
«Афиши» главнокомандующего Москвы Ф. В. Ростопчина, обращенные к жителям города. Москва, август 1812. Автограф Ростопчина. РГАДА

После публикации манифеста 6 июля о созыве народного ополчения Ростопчин лично контролировал сбор губернского ополчения, проходивший не только в Москве, но и шести соседних губерниях. От императора он получил общие указания по укреплению Москвы и по эвакуации из неё государственных ценностей в случае необходимости. Всего за 24 дня Ростопчин сформировал в Первом округе 12 полков общей численностью почти в 26 тысяч ополченцев. Среди прочих оборонительных приготовлений этого периода можно отметить финансирование проекта изобретателя Франца Леппиха по сооружению боевого управляемого аэростата, предназначавшегося для бомбардировки вражеских войск и высадки десанта. Несмотря на большие средства, затраченные на проект Леппиха (более 150 тысяч рублей), этот проект оказался несостоятельным.
В последнюю декаду августа, по мере приближения военных действий к Москве, Ростопчин был вынужден перейти к плану по эвакуации государственного имущества. За десять дней было вывезено в Вологду, Казань и Нижний Новгород имущество судов, Сената, Военной коллегии, архив министерства иностранных дел, сокровища Патриаршей ризницы, Троицкого и Воскресенского монастырей, а также Оружейной палаты. Были вывезены также 96 пушек. Однако эта операция была начата слишком поздно, и часть ценностей эвакуировать не успели. С 9 августа в Москву стали приходить обозы с ранеными. По приказу московского главнокомандующего под госпиталь были отведены казармы, расположенные в бывшем Головинском дворце, и сформирован штат врачей и фельдшеров. По просьбе возглавившего русскую армию Кутузова были ускорены работы по починке и доставке в войска оружия, а также провианта, а ополченцы сосредоточены под Можайском. Кутузов также возлагал надежды на вторую волну ополчения, так называемую Московскую дружину, которую Ростопчин собирался организовать, но так и не успел в связи с массовым бегством населения из города. Сам Ростопчин слал Кутузову тревожные письма, допытываясь о его планах относительно Москвы, но ответы получал уклончивые, что продолжалось даже после Бородинского сражения, когда стало ясно, что Москву оборонять тот не собирается. После этого Ростопчин наконец выслал из Москвы и свою семью.
31 августа Ростопчин впервые встретился на военном совете с Кутузовым. По-видимому, уже в этот день он предложил Кутузову план сжечь Москву вместо того, чтобы сдавать её неприятелю. Эту же идею он повторил принцу Евгению Вюртембергскому и генералу Ермолову. Когда на следующий день он получил от Кутузова официальное уведомление о готовящейся сдаче Москвы, он продолжил эвакуацию города: был отдан приказ об уходе из города полиции и пожарной команды и о вывозе трёх находившихся в Москве чудотворных икон Богородицы (Иверской, Смоленской и Владимирской). На пяти тысячах подвод были эвакуированы 25 тысяч находившихся в Москве раненых. Тем не менее в городе остались от двух (по словам самого Ростопчина) до десяти (по словам французских очевидцев) тысяч раненых, которых не удалось вывезти. Многие из них погибли в Московском пожаре, за что современники и часть историков склонны возлагать ответственность на Ростопчина. Утром ему пришлось также решать вопрос эвакуации экзарха Грузии и грузинских княжон, брошенных в Москве начальником кремлёвской экспедиции П. С. Валуевым. Своё московское имущество стоимостью около полумиллиона рублей Ростопчин сознательно оставил на разграбление французам, опасаясь обвинений в преследовании личных интересов, и покинул город, имея при себе (по его собственным воспоминаниям) 130 000 рублей казённых денег и 630 рублей собственных. Также ему удалось вывезти портреты своей жены и императора Павла и шкатулку с ценными бумагами.

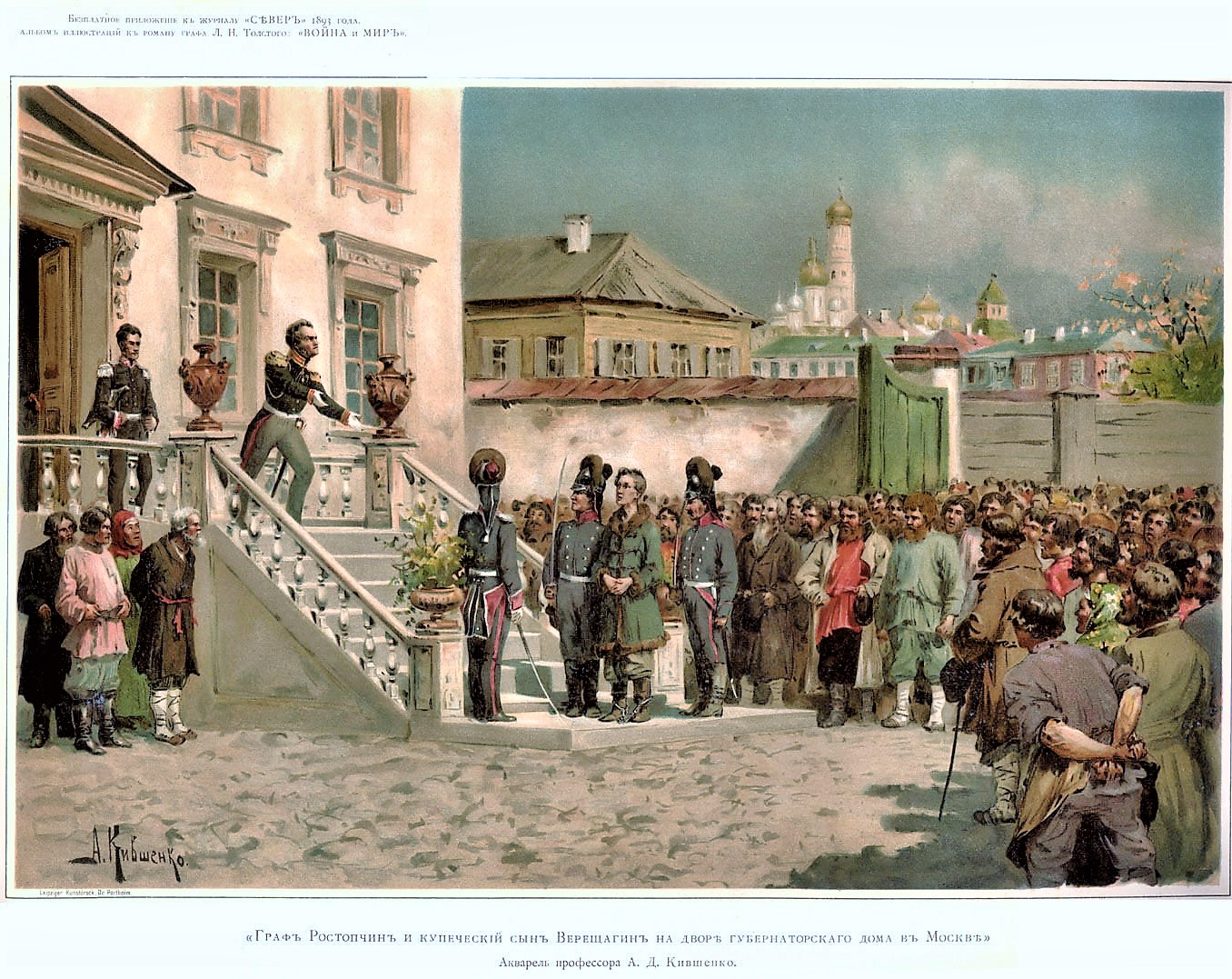
Ростопчин и Верещагин (иллюстрация к роману «Война и мир»)

Перед отъездом Ростопчин вышел к остававшимся в Москве жителям, собравшимся перед крыльцом его дома, чтобы услышать от него лично, действительно ли Москва будет сдана без боя. По его приказу к нему доставили двух забытых в долговой тюрьме заключённых: купеческого сына Михаила Верещагина, арестованного за распространение наполеоновских прокламаций, и француза Мутона, уже приговорённого к битью батогами и ссылке в Сибирь. Ростопчин обрушился на первого с обвинениями в измене, объявил, что Сенат приговорил его к смерти и приказал драгунам рубить его саблями. Затем израненного, но ещё живого Верещагина, по свидетельствам очевидцев, бросили на растерзание толпе. Француза же Ростопчин отпустил, велев идти к своим и рассказать, что казнённый был единственным предателем среди москвичей. В Русском биографическом словаре высказывается предположение, что этими действиями он одновременно подогревал ненависть москвичей к захватчикам и давал понять французам, какая участь может их ждать в занятой Москве. Тем не менее впоследствии император Александр, в целом довольный действиями Ростопчина накануне падения Москвы, кровавую расправу над Верещагиным счёл ненужной: «Повесить или расстрелять было бы лучше».
В первую же ночь после захвата Москвы французами в городе начались пожары, к третьему дню охватившие его сплошным кольцом. Поначалу Наполеон и его штаб были склонны винить в этом своих же мародёров, но после того, как были пойманы несколько русских поджигателей и было обнаружено, что все средства тушения пожаров вывезены из Москвы, мнение французского командования изменилось. Наполеон также отдавал себе отчёт, что в любом случае первое обвинение в пожаре Москвы будет обращено к нему, и в своих прокламациях позаботился о том, чтобы отвести от себя подозрения, обвинив в поджоге Ростопчина, которого называл Геростратом. Уже к 12 сентября назначенная им комиссия подготовила заключение, признающее виновными в поджоге русское правительство и лично московского главнокомандующего. Эта версия приобрела популярность как за границей, так и в России, хотя сам Ростопчин на первых порах публично отрицал свою причастность к поджогу, в том числе и в письмах к императору Александру и к собственной жене. В дальнейшем он, однако, перестал отрицать её, хотя и не подтверждал, так как эта точка зрения окружала его ореолом героя и мученика. Только в вышедшем в 1823 году сочинении «Правда о Московском пожаре» он вновь категорически отверг версию, связывающую его имя с этим событием.
Оставаясь после падения Москвы при армии, Ростопчин продолжал сочинять листовки и лично ездил по деревням, ораторствуя перед крестьянами. Он призывал к полномасштабной партизанской войне. Проезжая во время перемещений армии своё поместье Вороново, он распустил крепостных и сжёг свой дом вместе с конским заводом. После ухода французов из Москвы он поспешил вернуться туда и наладить полицейскую охрану, чтобы предотвратить разграбление и уничтожение немногого уцелевшего имущества. Ему также пришлось заниматься вопросами доставки продуктов и предотвращения эпидемий в сожжённом городе, для чего были организованы экстренный вывоз и уничтожение трупов людей и животных. За зиму только в Москве были сожжены более 23 000 трупов и ещё более 90 000 человеческих и конских трупов на Бородинском поле. Были начаты работы по восстановлению застройки города и, в особенности, Кремля, который уходящие французы попытались взорвать. В начале следующего года по представлению Ростопчина в Москве была создана Комиссия для строения, которой были выделены пять миллионов рублей. Ранее казной были выделены два миллиона рублей для раздачи пособий пострадавшим, но этой суммы оказалось мало, и московский главнокомандующий стал объектом обвинений и упрёков со стороны обделённых. Эти нарекания, а также распространившееся мнение о том, что именно он является виновником Московского пожара, возмущали Ростопчина, которому казалось, что его заслуги несправедливо забыты и все помнят только неудачи.
В первые же месяцы по возвращении в Москву Ростопчин приказал восстановить надзор за масонами и мартинистами и учредил комиссию по расследованию случаев сотрудничества с французами (см. Московский муниципалитет (1812)). Ему было поручено также организовать в Московской губернии новый рекрутский набор, при котором, однако, следовало учитывать потери, уже понесённые при создании ополчения. В Москве предписывалось собрать всю оставленную французами артиллерию, из которой планировалось создать после победы памятник «для уничижения и помрачения самохвальства» агрессора. К этому моменту у московского главнокомандующего начались проблемы со здоровьем, выразившиеся уже в сентябре 1812 года в повторяющихся обмороках. Он страдал от разлития желчи, стал раздражителен, исхудал и полысел. Александр I, вернувшись из Европы, принял в конце июля 1814 года отставку Ростопчина.

## Дальнейшая судьба
После получения отставки Ростопчин некоторое время провёл в Санкт-Петербурге, но, столкнувшись с враждебностью двора, вскоре уехал. В мае 1815 года он покинул Россию с целью пройти в Карлсбаде курс лечения от развившегося геморроя, но в итоге провёл за рубежом восемь лет — до конца 1823 года. Благодаря репутации знаменитого героя войны за границей к нему относились с восхищением, к которому примешивалось чувство неблагодарности со стороны соотечественников. Во время пребывания за рубежом он был удостоен аудиенций у королей Пруссии и Англии. С 1817 года Ростопчин осел в Париже, выезжая периодически в Баден для лечения, а также в Италию и Англию. В Париже с ним виделся мемуарист Филипп Вигель:

Не уважая и не любя французов, известный их враг в 1812 г., жил безопасно между ними, забавлялся их легкомыслием, прислушивался к народным толкам, все замечал, все записывал и со стороны собирал сведения. Жаль только, что, совершенно отказавшись от честолюбия, он предавался забавам, неприличным его летам и высокому званию. Совсем несхожий с Растопчиным, другой недовольный, взбешенный Чичагов, сотовариществовал ему в его увеселениях. Не знаю, могут ли парижане гордиться тем, что знаменитые люди в их стенах, как непристойном месте, почитают все себе дозволенным.— «Записки» Вигеля
В эти годы он пережил несколько разочарований, связанных с членами семьи. Его старший сын вёл в Париже разгульную жизнь, попав даже в долговую тюрьму, и Ростопчину пришлось уплатить его долги. Жена, Екатерина Петровна, перешла в католицизм и обратила в эту веру дочерей, а младшая дочь Елизавета серьёзно заболела. Эти обстоятельства заставили Ростопчина поспешить с возвращением на родину, издав перед этим в Париже заметки «Правда о Московском пожаре».
Отправив дочь в отстроенное Вороново, сам Ростопчин задержался в Лемберге, где прошёл очередной курс лечения, и вернулся в Москву в сентябре 1823 года. По возвращении он, будучи номинальным членом Государственного совета, подал прошение о полной отставке, удовлетворённое в декабре. В отставку он вышел в чине обер-камергера.
1 марта 1824 года дочь Ростопчина Елизавета скончалась в Москве. Это горе окончательно подорвало здоровье отца: в дополнение к геморрою и разлитию жёлчи у него развилась астма. 26 декабря 1825 года его разбил паралич; он почти потерял способность двигаться и не мог говорить, хотя оставался в полном сознании. Он прожил ещё почти месяц, составив новое завещание, в котором лишал наследства жену в пользу младших детей и сына, и умер в Москве 18 января 1826 года. Похоронен был на Пятницком кладбище.

## Награды
- Орден Святой Анны 3-й ст. (02.11.1796) (от Павла I)[3]
- Орден Святой Анны 2-й ст. (07.11.1796)[3]
- Орден Святой Анны 1-й ст. (09.11.1796)[3]
- Орден Святого Александра Невского (05.04.1797)
- Орден Святого Иоанна Иерусалимского, командорский крест (21.12.1798)
- Алмазные знаки к Ордену Святого Александра Невского (31.12.1798)
- Орден Святого Иоанна Иерусалимского, большой командорский крест (30.03.1799)
- Орден Святого Андрея Первозванного (28.06.1799)

Иностранные:
- Шведский Орден Серафимов (17.12.1800)
- Шведский Орден Меча (1800)
- Шведский Орден Полярной звезды (1800)
- Неаполитанский Орден Святого Фердинанда за Заслуги (1800)
- Сардинский Высший орден Святого Благовещения (1800)
- Сардинский Орден Святых Маврикия и Лазаря (1800)
- Французский Орден Кармельской Богоматери и Святого Лазаря Иерусалимского (1800)
- Баварский Орден Святого Губерта (1800)

## Семья
Женат с 1794 года на фрейлине Екатерине Петровне Протасовой (1775—1859), дочери калужского губернатора, которая рано оставшись сиротой, вместе с сестрами воспитывалась в доме своей тетки, кавалерственной дамы и любимицы Екатерины II — Анны Степановны Протасовой. Их брак был счастливым, до того времени, как жена Ростопчина тайно от него перешла в католичество и способствовала переходу в католичество младшей дочери Елизаветы. «Только два раза ты сделала мне больно», — писал жене Ростопчин незадолго до смерти. Оба случая касались смены вероисповедания жены и дочери. В браке имели 4 сына и 4 дочери:
- Сергей Фёдорович (1796—1836), получил домашнее воспитание, в 1809 году был пожалован в камер-пажи, в апреле 1812 года без экзамена произведен в поручики Ахтырского гусарского полка; первоначально назначен адъютантом к герцогу Г.Ольденбургскому, затем к князю Барклаю-де-Толли, штаб-ротмистр Кавалергардского полка. Был женат на княжне Марии Игнатьевне де Круи-Сольж (1799—1838), брак был бездетным.
- Наталья Фёдоровна (1797—1866), автор записок о пребывании семьи Ростопчиных в 1812 году в Ярославле; в июле 1819 года в Париже вышла замуж за Дмитрия Васильевича Нарышкина (1792—1831), впоследствии таврического губернатора. Жила в основном в Крыму, благодаря её покровительству художник Айвазовский был зачислен в Академию художеств.
- Софья Фёдоровна (1799—1874), французская детская писательница, в июле 1819 года в Париже вышла замуж за графа Эдмона де Сегюра (1798—1869), который в юности служил пажом у Наполеона; после замужества жила во Франции, любимым её местом пребывания была усадьба Нуэт, в Нормандии, которую она купила на деньги, подаренные отцом на свадьбу.
- Павел Фёдорович (1803—1806)
- Мария Фёдоровна (род. и ум. в 1805)
- Елизавета Фёдоровна (1807—1824), любимица отца, «девушка редкой красоты, ума и достоинства», её ранняя смерть от чахотки в марте 1824 года окончательно сразила Ростопчина, перед смертью тайно приняла католичество.
- Михаил Фёдорович (род. и ум. в 1810)
- Андрей Фёдорович (1813—1892), корнет, шталмейстер Высочайшего двора, служил при Главном управлении Восточной Сибири, с 1886 года в отставке с чином тайного советника. Был женат первым браком с 1833 года на писательнице Евдокии Петровне Сушковой (1811—1858), вторым — на Анне Владимировне Мирецкой, ур. Скоробокач (ум. 1901).

## Образ в кино
- Война и мир (Великобритания, телесериал, 1972) — актёр Ричард Харндолл[англ.]

### Комментарии
1. ↑  В «Войне и мире» Л. Н. Толстого упоминается как Растопчин